# Seitenroda
Seitenroda là một đô thị thuộc huyện Saale-Holzland, trong bang Thüringen, Đức. Đô thị Seitenroda có diện tích 4,05 km².